# Ленсель
Ленсе́ль (фр. Linselles) — коммуна во Франции, регион О-де-Франс, департамент Нор, округ Лилль, кантон Ламберсар, в 12 км к северу от Лилля, в 4 км от автомагистрали А22.
Население (2017) — 8 371 человек.

## Экономика
Структура занятости населения:
- сельское хозяйство — 1,6 %
- промышленность — 15,3 %
- строительство — 9,7 %
- торговля, транспорт и сфера услуг — 36,0 ;
- государственные и муниципальные службы — 37,4 %

Уровень безработицы (2017) — 10,2 % (Франция в целом — 13,4 %, департамент Нор — 17,6 %). 

Среднегодовой доход на 1 человека, евро (2017) — 23 050 (Франция в целом — 21 110, департамент Нор — 19 490).

## Демография
Динамика численности населения, чел.

## Администрация
Пост мэра Ленселя с 2020 года занимает Поль Лефевр (Paul Lefèbvre). На муниципальных выборах 2020 года возглавляемый им правый список победил в 1-м туре, получив 72,39 % голосов.
| Период | Период | Фамилия          | Партия        | Примечания |
| ------ | ------ | ---------------- | ------------- | ---------- |
| 1965   | 1989   | Мишель Дельпланк |               |            |
| 1989   | 2016   | Жак Ремори       | Разные правые |            |
| 2016   | 2020   | Ив Лефевр        | Разные правые |            |
| 2020   |        | Поль Лефевр      |               |            |

## Знаменитые уроженцы
- Патрик Галлуа (1956), флейтист и дирижер

## Города-побратимы
- Виллих, Германия
- Зогоре, Буркина-Фасо